# Nightrage
Nightrage — музыкальная группа, играющая мелодичный дэт-метал. Была создана в 2000 году в Салониках греческими гитаристами Мариосом Илиопулосом и Гасом Джи. К моменту выхода дебютного альбома сменила дислокацию на Гётеборг, где в середине 1990-х зародился данный стиль. На данный момент имеет в активе 8 полноформатных альбомов, а также ведёт работу над девятым, релиз которого намечен на 2022-й год. Для группы характерны частые перемены состава. Единственным постоянным участником и лидером группы остается гитарист-основатель Мариос Илиопулос, являющийся основным автором музыки и лирики (до 2009). Второй основатель Гас Джи покинул группу в 2006 году, однако после ухода записал несколько соло-партий для последующих релизов, а также время от времени выступал на концертах в качестве сессионного участника.

## История

### Sweet Vengeance
Их первый релиз, «Sweet Vengeance», был выпущен в 2003 году с барабанщиком Меллером Енсеном и басистом Брисом Леклерком. Им также удалось включить в состав вокалиста Томаса Линдберга. «Сладкая Месть» также включала партии чистого вокала Тома С. Энгланда.

### Descent into Chaos
Их второй релиз был выпущен в 2005 году, с изменениями в составе. Фотис Бэнардо пришёл на место ударника, а Хенрик Карлссон на место бас-гитариста. Микаель Станне из Dark Tranquillity пел партию чистого вокала в песне Frozen.
10 июля 2005 года было объявлено, что Томас Линдберг решил оставить группу из-за трудности совмещения работы в других проектах. Заменой вокалиста послужил ещё относительно неизвестный Джимми Стримелл.
Когда Гас Джи выступал с Arch Enemy в 2005 году на Ozzfest, он был заменен Пьером Лизеллом для тура группы Nightrage. В марте 2006 года Гас Джи оставил коллектив насовсем чтобы полностью сосредоточиться на работе в Firewind. В это время Фотис Беэнардо решил также оставить группу и сосредоточиться на воссоединенной Septic Flesh. Он был заменен Алексом Свеннингсоном.

### A New Disease Is Born
Их третий релиз был выпущен в 2007 году. Гас Джи был заменен известным шведским виртуозом гитары Олофом Мерком. Имя альбома, возможно, было рождено из лирики песни Drug из предыдущего релиза.
После этого Алекс Свеннингсон и Джимми Стримелл оставили группу, чтобы сосредоточиться на собственном проекте. Басист Хенрик Карлссон также оставил группу по семейным причинам.

### «Wearing a Martyr’s Crown»
20 сентября 2008 года Nightrage объявили название их четвёртого альбома, Wearing a Martyr's Crown, «Неся Корону Мученика». Альбом с ещё более традиционным мелодичным подходом к дэт-металу чем прежде. 4 ноября 2008 года было подтверждено, что альбом будет записан Фредриком Нордстремом в Студии Fredman.
Wearing a Martyr's Crown был выпущен 23 июня 2009 в Европе и Японии.
"В Wearing A Martyr's Crown  NIGHTRAGE проявляется более зрелой группой чем когда-либо, также с поиском  экспериментов и новых идей - хотя всегда в границах которые и сделали NIGHTRAGE имя - явная жесткость, закрученные и высоко парящие мелодии и акустическая гитара вызывающая сцены и эмоции самой глубокой меланхолии. Копаясь во множестве музыкальных и лирических перспектив, в этом четвертом опусе от международно известных мелодик-дэт-металических "мучеников" мы имеем дело с путешествием в самые темные глубины человеческой души, с тщетностью человеческих усилий и с самыми слабо освещенными углами невыразимых тайн. Ожидайте что эти одиннадцать горящих заклинаний сожгут Вашу душу, и все же заставят вас возвратиться к ним за еще большим."

## Состав группы

### Нынешний состав
- Marios Iliopoulos — гитара (с 2000)
- Anders Hammer — бас (с 2008)
- Ronnie Nyman — вокал (с 2013)
- Dino George Stamoglou – ударные (с 2018)

### Бывшие участники
- Tomas Lindberg — вокал (2003—2005)
- Gus G. — гитара, вокал (на демо) (2000—2006)
- Olof Mörck — гитара (2006—2011)
- Henric Karlsson — бас-гитара (2004—2007)
- Brice LeClercq — бас-гитара (2003—2004)
- Fotis Benardo — ударные (2004—2006)
- Alex Svenningson — ударные (2006—2007)
- Джимми Стримелл — вокал (2005—2007)

### Сессионные участники
- Per Möller Jensen — ударник на альбоме Sweet Vengeance
- Tom S. Englund — чистый вокал на альбоме Sweet Vengeance
- Mikael Stanne — чистые вокал на альбоме Descent into Chaos, песня Frozen

### Участвующие в турах
- Nicholas Barker — ударные (2004)
- Pierre Lysell — гитара (2006)
- Christian Münzner — гитара (2006)
- Constantine — гитара (2007)

## Дискография

### Демо
- Demo (2001)
- Demo 2 (2002)
- Demo 3 (2002)

### Альбомы
- Sweet Vengeance (2003)
- Descent into Chaos (2005)
- A New Disease Is Born (2007)
- Wearing a Martyr's Crown (2009)
- Insidious (2011)
- The Puritan (2015)
- The Venomous (2017)
- Wolf To Man (2019)
- Abyss Rising (2022)
- Remains of a Dead World (2024)

### Компиляции
- Vengeance Descending Double Disc Re-Issue (2010)